# Grömbach
Grömbach ist eine Gemeinde in Baden-Württemberg und gehört zum Landkreis Freudenstadt und zur Region Nordschwarzwald.

## Geographie

### Geographische Lage
Grömbach liegt in einer Höhe von 480 bis 704 m ü. NHN abseits der großen Verkehrswege auf einem Höhenrücken zwischen der Nagold und dem Zinsbach im Nordschwarzwald. 76 % der Markungsfläche sind bewaldet.

### Nachbargemeinden
Grömbach grenzt im Norden an Simmersfeld und im Osten an die Stadt Altensteig, beide im Landkreis Calw. Im Südosten liegt Wörnersberg, im Süden Pfalzgrafenweiler und im Westen Seewald.

### Gemeindegliederung
Zur Gemeinde Grömbach gehören das Dorf Grömbach, das Gehöft Pfaffenstube und die Häuser Völmlesmühle und Gutwöhr.

## Geschichte
Grömbach wurde als Gruonbach am 10. September 1075 in einer Urkunde König Heinrichs IV. für das Kloster Hirsau erstmals erwähnt. Im 14. Jahrhundert gelangte Grömbach in den Besitz der Grafen von Hohenberg. 1398 erfolgt der Verkauf an die Markgrafschaft Baden. 1603 wurde der Ort württembergisch und dem Amt Altensteig zugeordnet.
Bei der Umsetzung einer neuen Verwaltungsgliederung im 1806 gegründeten Königreich Württemberg wurde Grömbach 1812 in das Oberamt Freudenstadt eingegliedert. 1817 wanderten 53 Grömbacher in die Gegend um Lodz aus. Im Zuge einer Kreisreform während der NS-Zeit in Württemberg kam Grömbach 1938 zum Landkreis Freudenstadt. Gegen Ende des Zweiten Weltkriegs wurden am 7. April 1945 sechs Häuser bei einem Fliegerangriff zerstört. 1945 wurde Grömbach Teil der Französischen Besatzungszone und kam somit zum Nachkriegsland Württemberg-Hohenzollern, welches 1952 im Land Baden-Württemberg aufging.
Im Frühjahr 1953 sorgte ein orkanartiger Schneesturm für große Schäden. Bei einem Formationsflug stürzte am 11. August 1955 eines von zwei US-Transportflugzeugen in den Grombacher Wald ab, wobei 66 Soldaten ums Leben kamen. Zwischen 1981 und 1982 erschloss man das Baugebiet Gassenäcker. 1987 folgte das Baugebiet Ubbach II.

## Politik

### Gemeinderat
Bei der Kommunalwahl am 9. Juni 2024 wurde der Gemeinderat durch Mehrheitswahl aus einer Einheitsliste gewählt. Mehrheitswahl findet statt, wenn kein oder nur ein Wahlvorschlag eingereicht wurde. Die Bewerber mit den höchsten Stimmenzahlen sind dann gewählt. Der Gemeinderat besteht aus acht Mitgliedern. Die Wahlbeteiligung betrug 71,5 %.

### Bürgermeister
Der Bürgermeister von Grömbach führt sein Amt ehrenamtlich aus.
Von 2006 bis 2015 war Peter Seithel Bürgermeister der Gemeinde. Er legte sein Amt nieder, nachdem er zum Bürgermeister von Rauenberg gewählt worden war. Von 2016 bis 2021 war Armin Pioch Bürgermeister der Gemeinde. Er legte sein Amt nieder, nachdem er zum Bürgermeister von Illingen gewählt worden war. Am 9. Januar 2022 wurde Daniel Wolber im zweiten Wahlgang mit 52,66 Prozent der Stimmen zu seinem Nachfolger gewählt. Er trat sein Amt am 1. Februar 2022 an.

### Haushalt
Die Gemeinde Grömbach ist mit Stand vom 31. Dezember 2021 schuldenfrei.

### Wappen
| Wappen der Gemeinde Grömbach | Blasonierung: „In Blau eine silberne (weiße) Hafte.“ |
| Wappen der Gemeinde Grömbach | Wappenbegründung: Die Hafte bildete schon das Siegelbild in den Stempeln der Gemeinde seit etwa 1820. Die Krone über dem Schild aus königlich württembergischer Zeit wurde auch nach 1919 in den Gemeindesiegeln beibehalten und sogar noch 1954 am Neubau des Rathauses über dem Wappen angebracht. Der Sinn des Siegel- und Wappenbildes lässt sich nicht eindeutig feststellen. Es ist denkbar, dass der Siegelstecher des ersten Stempels auf ein altes Fleckenzeichen zurückgegriffen, möglicherweise aber auch das Motiv frei erfunden hat. Die Ableitung von einem Hufeisen, einem ebenfalls als Fleckenzeichen beliebten landwirtschaftlichen Symbol, wurde in Betracht gezogen und daher eine entsprechende Änderung des Wappens ins Auge gefasst. Da die Hafte in Gemeindewappen seltener vorkommt als das Hufeisen, beließ man es beim alten Wappenbild. Das Wappen wurde vor 1930 angenommen. Die Wappenfarben sind 1933 von der Württembergischen Archivdirektion festgelegt worden. |

## Religion

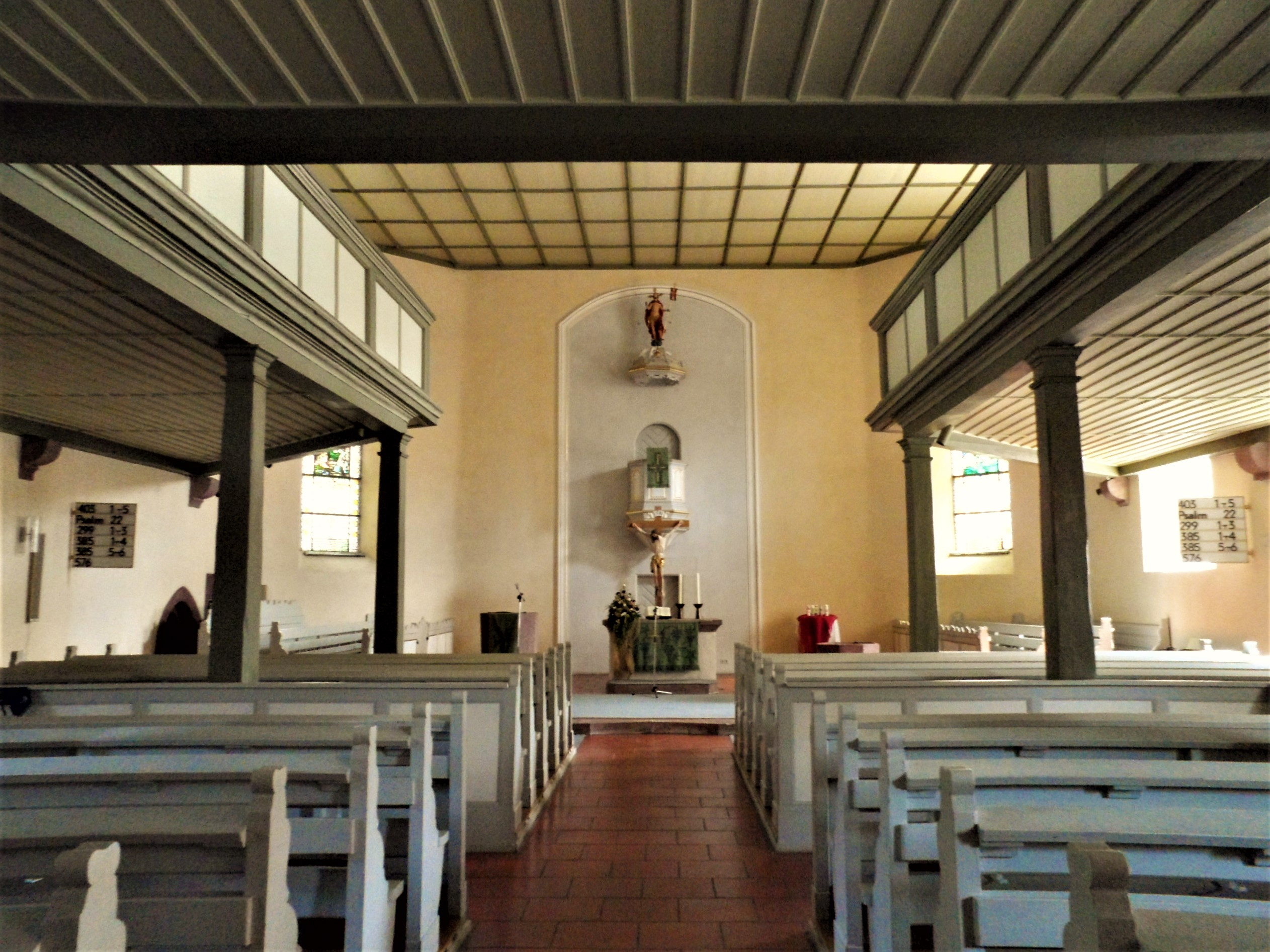
Evangelische Georgskirche Grömbach, erbaut 1783 von Kirchenrats-Baumeister Goez

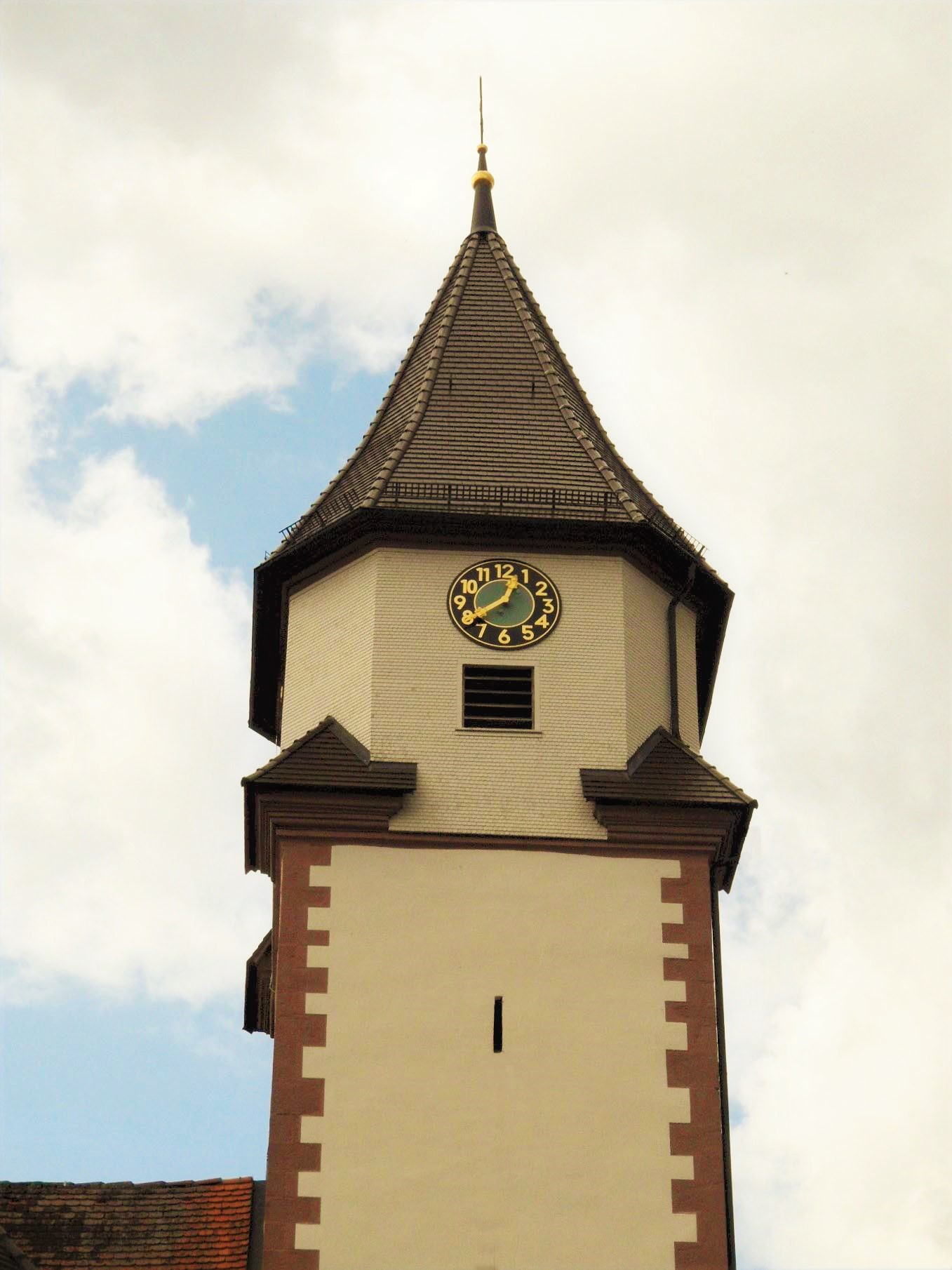
Kirchturm der Georgskirche Grömbach

1390 erhält Grömbach eine eigene Kaplanei. Davor war die Gemeinde ein Filial der Pfarrei in Haiterbach. Der ehemalige Messpriester Jakob Schönfeld aus Günzburg kommt 1578 nach „Grömbach im Durlachischen“. In seine Amtszeit könnte der Übertritt des Kirchspiels Grömbach zur Reformation fallen (1599?). 1603 wird Grömbach württembergisch und dem Oberamt Altensteig zugeordnet. Im Lagerbuch werden 1727 Wörnersberg, Garrweiler und Schernbach als Filialorte der Pfarrei Grömbach aufgeführt. Sie wird 1807 dem Dekanat Freudenstadt und letztlich 1920 dem Dekanat Nagold und damit gemeinsam mit Wörnersberg und Garrweiler als Evangelische Kirchengemeinde Grömbach, Wörnersberg und Garrweiler seit 2019 dem Kirchenbezirk Calw-Nagold der Evangelischen Landeskirche in Württemberg eingegliedert – trotz Zugehörigkeit zum Landkreis Freudenstadt.

## Kirchen

### Evangelische Georgskirche
Eine Kapelle zum heiligen Georg in Grömbach, bisher ein Filial der Pfarrei in Haiterbach, erhielt 1390 eine eigene Kaplanei. Die Grömbacher evangelische Georgskirche bekam 1657 ihre erste Glocke, eine weitere wurde 1730 gegossen. Nach Abbruch der baufälligen Kirche wurde 1783 die größere heutige Kirche im „Grundmuster klassizistischer Bauweise“ von Kirchenrats-Baumeister Wilhelm Friedrich Goez mit flach gedecktem chorlosem Kirchenschiff und 3/8-Abschluss im Osten erbaut, südlich angefügt an den älteren Turm. Der Taufstein, der Altartisch und die hoch angebrachte Kanzel waren ursprünglich in der Kirchenachse angeordnet. Die Süd- und Nord-Schenkel der Dreiseitenempore reichen heute nur jeweils bis zum Beginn des Chorschlusses. Die Sakristei befindet sich außen an der Ostseite mit Treppe zur Kanzel.
Eine erste Renovierung wurde 1833 nötig, bei der die Empore und das Gestühl den weißgrauen Farbakzent erhielten. Weitere Renovierungen folgten 1884, 1932 und 1976. Zum Gedenken an die Gefallenen des Ersten Weltkriegs aus den Gemeinden des Kirchspiels wurden 1919 farbige Bleiverglasungen in die Altarraum-Fenster gestiftet: Im Nordostfenster eine Szene, in der Jesus sich tröstend einem Soldat und seiner Familie zuwendet, im Südostfenster der sinkende Petrus und Jesu Aufruf zum Glauben. Der Entwurf zu diesen Fenstern dürfte von dem renommierten Stuttgarter Künstler Rudolf Yelin der Ältere stammen.
Die Süd- und Nord-Schenkel der Dreiseitenempore wurden 1932 gekürzt, so dass seither die farbigen Bleiverglasungen der beiden Altarraum-Fenster besser zur Geltung kommen und die Kirche einen freieren Altarraum besitzt.